# 容管经略使
容管经略使，742年正月，初现。755年，设立容州管内经略使，治容州，下辖容州（今广西北流市）、白州（今广西博白县）、禺州（今广西北流市东南）、牢州（今广西玉林市）、绣州（今广西桂平市南）、党州（今广西玉林市西北党州）、窦州（今广西信宜市西南）、廉州（今广西合浦县）、义州（今广西岑溪县）、汤州（今越南谅山省）、岩州、辩州（今广东化州市）、郁林州（今广西兴业县）、平琴州（今广西玉林市）。759年，增防御使。760年，增观察使。771年二月，一度治梧州。780年，增加藤州（今广西藤县）、顺州（今广西陆川县）。781年，罢平琴州。806年，辩州归岭南节度使，罢汤州，增加严州（今广西来宾市），严州归桂管经略使。820年二月，废除邕管，邕州（今广西南宁市）、贵州（今广西贵港市）、横州（今广西横县）、钦州（今广西钦州市）、澄州（今广西上林县）、宾州（今广西宾阳县）、淳州（今广西横县西北峦城镇北） 、浔州（今广西桂平市东北）、笼州（今广西扶绥县）归容管。822年六月恢复邕管，862年五月，藤州、岩州归岭南西道节度使，容管归岭南东道节度使。863年五月，废除容管，归岭南西道节度使。864年七月，复设，897年六月，设立宁远军节度使，治容州。

## 历代節度使
- 杨炎（开元年间）
- 何履光（天宝年间）
- 陈仁琇（约至德、乾元年间）
- 李抗（约上元年间）
- 侯令仪（约广德年间）
- 耿慎惑（765年）
- 元结（768年—769年）
- 长孙全绪（769年—770年）
- 王翃（770年—779年）
- 杜佑（779年—780年）
- 卢岳（780年—781年）
- 元琇（781年—782年）
- 张献恭（782年—783年）
- 李复（785年—787年）
- 李罕（787年—788年）
- 戴叔伦（788年—789年）
- 王锷（789年—794年）
- 房孺复（794年—797年）
- 房济（797年—800年）
- 韦丹（801年—805年）
- 房启（805年—813年）
- 窦群（813年—814年）
- 徐俊（元和年间）
- 陽旻（815年—820年）
- 严公素（821年—822年）
- 桂仲武（822年—825年）
- 严公素（825年—827年）
- 王茂元（828年—832年）
- 胡沐（835年—840年）
- 李景仁（842年—844年）
- 韦廑（846年—848年）
- 唐持（约849年、850年）
- 王球（856年—857年）
- 宋涯（857年—858年）
- 张茵（863年—864年）
- 高秦（874年—875年）
- 张同文（约877年、878年）
- 谢肇（879年—880年）
- 崔焯（880年—882年）
- 何鼎（883年—892年）
- 盖寓（895年—897年，遥领）
- 胡真（乾宁年间）
- 董彦弼，又名董从实，赐名李彦弼（901年，遥领）
- 朱友宁（903年，遥领）
- 庞巨昭（905年—910年）

楚
- 姚彦章（911年—912年）
- 马賨（928年）

南汉
- 王定保（939年）